# Мурад-бей I
Мурад-бей I (араб. مراد الأول; д/н — 1631) — 2-й бей Тунісу в 1613—1631 роках. Засновник династу Мурадидів.

## Життєпис
Справжнє ім'я Жак Санті. Народився на Корсиці, у м. Кальві. Захоплений у віці 9 років піратами, опинився рабом (мамлюком) Рамдан-бея. Останній виховав того й згодом зробив Мурада каїєю (заступником бея). 1613 року після смерті останнього зі згоди Юсуф-дея отримав статки і титул Рамдан-бея.
В подальшому активно займався піратством. Також відзначився під час придушення повстань племен на півдні. Діяв спільно з деєм Юсуфом, що призначив Мурада на чолі військ Тунісу. Проте вимушений був рахуватися з військовиком Алі табітом, вірним підлеглим дея. Поступово збільшував владу в Тунісі. Водночас спільно з Юсуф-деєм домігся фактичної автономії Тунісу.
1628 року на кошти Мурад-бея та за його ініціативи було проведено реставрацію мечеті Укби в Кайруані. Перед смертю отримав почесний титлу паши та домігся успадкування сином Хаммудою посади бея. Помер 1631 року.